# 臺北榮民總醫院新竹分院
臺北榮民總醫院新竹分院是位於新竹縣竹東鎮的綜合醫院，前身為陸軍第一醫療大隊，於1955年9月1日由行政院國軍退除役官兵輔導委員會接管。

## 簡史
- 1956年9月1日：接管陸軍第一療養大隊，改稱為「輔導會臨時第一療養大隊」，委託臺灣省政府衛生處代管。
- 1957年：由輔導會收回自管，3月1日奉命改稱為「臺灣竹東榮民療養所」。
- 1957年9月1月：始奉命改組成醫院，定名為「臺灣竹東榮民醫院」。
- 1963年4月1日：更名為「行政院國軍退除役官兵就業輔導委員會竹東榮民醫院」。
- 1963年8月：奉准開放民眾醫療。
- 1966年：銜名刪除「就業」二字，改為「行政院國軍退除役官兵輔導委員會竹東榮民醫院」。
- 1970年：開辦公、勞保服務；改建榮民眷屬病房。
- 1990年：奉准擴大編制，大量進用各科專科醫師，整建大樓，增設現代化診療裝備並與臺北民總醫院建教合作，籌建醫療網計畫。
- 1990年：經衛生署評鑑核定為地區綜合教學醫院，通過內科、外科、家醫科、婦產科、小兒科之專科醫師訓練醫院之認定。
- 1996年－2003年：成立新竹首座高壓氧治療中心。
- 2013年1月1日：配合政府組織改造，改隸臺北榮民總醫院。
- 2020年1月：得標獲國立清華大學附設診所經營權。

## 外部連結
- 官方网站
- 臺北榮民總醫院新竹分院的Facebook專頁